# Petra Mund
Petra Mund ist eine deutsche Sozialpädagogin, Hochschullehrerin und gewählte Vizepräsidentin der Katholischen Hochschule für Sozialwesen (KHSB) in Berlin.

## Leben
Petra Mund studierte von 1989 bis 1993 Sozialpädagogik an der staatlichen Fachhochschule Köln und schloss mit dem Diplom der Sozialpädagogik (FH) ab. Anschließend war sie bis 1994 beim Allgemeinen Sozialen Dienst (ASD) der Stadt Bonn tätig, dann bis 1999 als Streetworkerin im Bereich der Bonner Bahnhofsszene. Von 1999 bis 2001 baute sie in Bonn eine Notschlafstelle für obdachlose Jugendliche auf, die sie auch leitete. Bis 2002 war sie dann Leiterin des Bereiches Schutz und Perspektive (Rechtsgrundlage § 42 SGB VIII) bei der Stadt Bonn.
2002 ging Petra Mund nach Berlin und leitete bis 2005 die stationären Angebote von „Jugendwerk Aufbau Ost“ (JAO)‘‘. 2001 absolvierte sie berufsbegleitend ein Studium in Sozialmanagement an der Alice Salomon Hochschule Berlin, das sie 2005 mit dem Master of Arts (M.A) abschloss; ab 2003 nahm sie auch einen Lehrauftrag an der Hochschule wahr. Von 2005 bis 2010 promovierte sie am Institut für Sozialpädagogik der TU Berlin. Von 2005 bis 2014 war sie Wissenschaftliche Referentin für Kinder- und Jugendhilfe und stellvertretende bzw. kommissarische Arbeitsfeldleiterin beim Deutschen Verein für öffentliche und private Fürsorge e.V. in Berlin tätig.
Seit dem 1. März 2014 ist Petra Mund Professorin für Sozialarbeitswissenschaft und Sozialmanagement an der Katholischen Hochschule für Sozialwesen Berlin (KHSB). Ihre Schwerpunkte liegen auf dem Gebiet der Praxisfragen der Kinder- und Jugendhilfe, insbesondere der erzieherischen Hilfen, Beteiligung und Beschwerde sowie Kinderschutz, ferner auf dem Bereich Organisationen und Trägerstrukturen der Sozialen Arbeit und Sozialmanagement. Außerdem ist sie Leiterin des Referats Weiterbildung der Hochschule.
2020 wurde sie zur Vizepräsidentin der KHSB gewählt; ihre vierjährige Amtszeit beginnt am 1. September 2021.

## Mitgliedschaften
Petra Mund war von 2003 bis 2005 Vorstandsmitglied des Fachverbandes Betreutes Jugendwohnen e.V., Berlin und von 2006 bis 2015 Vorstandsmitglied der Opferhilfe Berlin.
Heute gehört sie zu den Fachbeiräten des Bundesverbandes für Erziehungshilfe e.V. und des Programms „Willkommen bei Freunden. Bündnisse für junge Flüchtlinge“ sowie zum Fachausschuss Jugend und Familie des Deutschen Vereins für öffentliche und private Fürsorge e.V. Sie ist Vorsitzende des Fachbeirats der Berliner Beratungs- und Ombudsstelle Jugendhilfe und hat ein Mandat im Aufsichtsrat der Caritas Familien- und Jugendhilfe gGmbH (CFJ) Berlin. Petra Mund ist Mitglied im Sozialdienst katholischer Frauen e.V. Berlin.

## Veröffentlichungen
- Jugendhilfe im Wandel – zwischen neuer Steuerung, Sozialraumorientierung und zunehmenden Finanzdruck. Welche Konsequenzen ergeben sich für die Organisationsentwicklung freier Träger? In: Ingeborg Becker-Textor, Martin Textor (Hrsg.): SGB VIII Online-Handbuch. 2004.[2]
- Hauptstichworte „Erlebnispädagogik“, „Jugendverbände“, „Kommunikation“, „Peer group“  in: Deutscher Verein (Hrsg.): Fachlexikon der sozialen Arbeit. 6. Auflage, Nomos, Baden-Baden 2007, S. 261f, 533, 568f, 696.
- Hauptstichworte „Jugendarbeit“, „Kinder-und Jugendpsychiatrie“ in: Bernd Maelicke (Hrsg.): Lexikon der Sozialwirtschaft. Nomos, Baden-Baden 2008, S. 541–543, 554f.
- Hrsg. mit Bernhard Theobald: Kommunale Integration von Menschen mit Migrationshintergrund – ein Handbuch. Deutscher Verein für Öffentliche und Private Fürsorge, Berlin 2010.
- Sozialpädagogisches Handeln unter kommunalem Haushaltsdruck. Ein Beitrag zur Frage der Steuerung stationärer Hilfen zur Erziehung. 2010 (= Dissertation)[3]